# Cody Bellinger
Cody James Bellinger (Scottsdale, 13 juli 1995) is een Amerikaans professioneel honkbalspeler. Hij speelt op dit moment voor de New York Yankees. In het verleden speelde hij voor de Los Angeles Dodgers en de Chicago Cubs. Hij werd in 2017 verkozen tot National League Rookie of the Year. In datzelfde jaar werd hij uitgenodigd voor de MLB All-Star Game en de Home Run Derby. In 2020 won hij de World Series met de Dodgers.

## Professionele Carrière

### Draft &Minor League
Bellinger werd in de Major League Baseball-draft van 2013 in de vierde ronde als 124e overall gekozen door de Los Angeles Dodgers. Hij had zich voorgenomen om college honkbal te gaan spelen voor de Oregon Ducks, maar besloot uiteindelijk om een contact te tekenen bij de Dodgers. Dit contract had een tekenbonus van $700.000,- dollar.

### Los Angeles Dodgers (2017-2022)

#### 2017
Bellinger maakt op 25 april 2017 zijn debuut voor de Dodgers in een wedstrijd tegen de San Francisco Giants. In zijn debuutwedstrijd kreeg hij in één van zijn slagbeurten opzettelijk vier wijd, als derde Dodger ooit sinds 1913 in een MLB debuut. Hij bereikte in zijn debuutseizoen de World Series met de Dodgers, waarin hij met de Dodgers verloor van de Houston Astros. Hij won dat seizoen unaniem de National League Rookie of the Year Award.

#### 2018
Ook in 2018 bereikte Bellinger de World Series met de Dodgers. Ook nu wisten de Dodgers de titel niet te pakken, doordat er in vijf wedstrijden werd verloren van de Boston Red Sox.

#### 2020
In 2020 wist Bellinger met de Dodgers de World Series te winnen door de Tampa Bay Rays in zes wedstrijden te verslaan. Na dit seizoen tekende Bellinger een eenjarig contract bij de Dodgers, met een waarde van $16.1 miljoen.

#### 2021
Eind 2021 tekende Bellinger opnieuw een contractverlenging van één jaar, met een waarde van $17 miljoen.

### Chicago Cubs
Op 14 december 2022 tekende Bellinger een eenjarig contract bij de Chicago Cubs, met een waarde van $17.5 miljoen. Na het seizoen besloot hij geen gebruik te maken van de optie in zijn contract om deze te verlengen, waardoor hij een free agent werd.